# Asahi-Maru

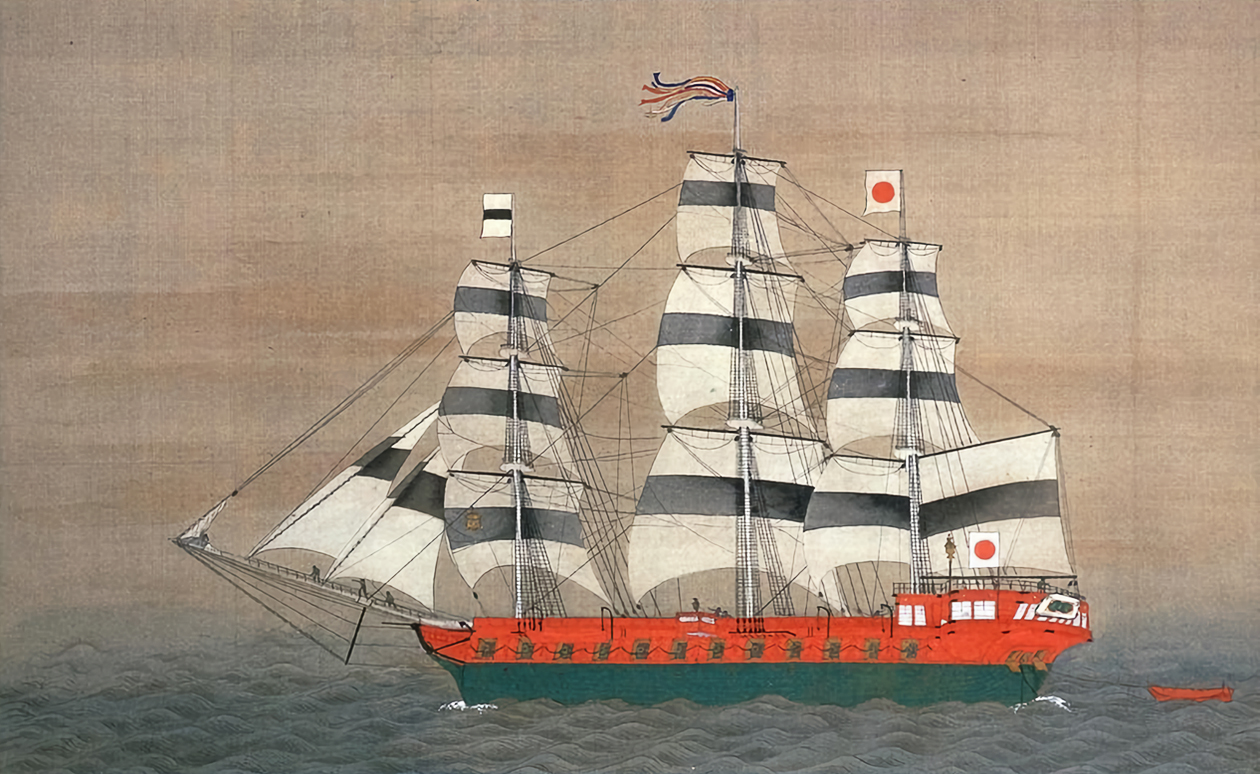
LAsahi Maru, peinture de 1856

L’Asahi Maru (旭日丸) était l'un des premiers navires de guerre à voile de type occidental du Japon après la période d'isolement. Il a été commandé par le bakufu Tokugawa pour le fief de Mito, sa construction a commencé en 1854, et elle fut achevée en 1856.
Il mesurait 42,3 m de long, son maître-bau faisait 9,1 m. Il pesait 750 tonnes.